# Corps des cadets de Finlande
Le Corps des cadets de Finlande (finnois : Haminan kadettikoulu) était une école militaire prestigieuse de l'Empire russe située dans le grand-duché de Finlande, depuis 1819 à Fredrikshamn.

## Historique
La Suède perd sa province de Finlande après la Guerre russo-suédoise de 1808-1809 et celle-ci devient le grand-duché de Finlande au sein de l'Empire russe et garde ses particularismes (Landtag, législation, etc.), mais aussi sa noblesse d'origine suédoise. Aussi est-il décidé en 1812 de fonder un établissement d'enseignement militaire pour former les fils de la noblesse, à l'époque du gouvernorat du baron (bientôt comte) Fabian von Steinheil. L'école militaire suédoise d'Haapaniemi (Krigsskola), créée en 1780 et fermée en 1808, est transformée et ouverte, le 12 mars 1812, en Corps de topographie de Finlande. Elle comprend onze professeurs et six classes. L'accent est mis sur l'étude de la topographie, les mathématiques et les sciences militaires. Il y avait soixante élèves en 1816 se préparant tous à devenir officiers de différentes armes.
L'école est détruite par un incendie en 1818 et déménage donc, le 26 juin 1819, dans de nouveaux bâtiments à Fredrikshamn, au sud du grand-duché, prenant le nom de Corps des cadets de Finlande. Elle est alors dirigée par le colonel Georg Thesleff et donne un enseignement secondaire et militaire à des garçons à partir de dix ans, qui est calqué à partir de 1831 sur les programmes des autres corps de cadets de l'Empire. En 1833, il y a cent-vingt élèves, répartis en sept classes, dont quatre communes et trois de spécialités. L'histoire et la géographie était enseignées en russe, ainsi que la tactique, l'artillerie, les fortifications, l'administration militaire, le Droit, qui étaient enseignés en russe, avec des parties en suédois, la topographie en suédois et en russe, et les autres matières simples étaient enseignées en suédois ou en finnois.
Une section est ouverte en 1884 pour ceux qui se préparaient à devenir officiers dans l'armée de Finlande. Les élèves devaient obligatoirement ainsi que le directeur et les employés être finlandais, ou suédois natifs du grand-duché.
Les frais de scolarité étaient de 600 marks par an pour le cycle commun, et de 250 pour les classes spécialisées, en outre quarante élèves avaient leur scolarité prise en charge par le grand-duché et vingt par une bourse payée par l'empereur. Les élèves à la fin des cours avaient le droit d'intégrer l'université Alexandre d'Helsingfors sans examen. D'autres entraient dans les académies militaires de l'Empire, les meilleurs dans la Garde impériale.
Le corps des cadets est fermé en 1903, lorsque l'armée de Finlande est elle-même abolie, qui jusqu'alors était séparée de l'armée impériale russe. Le bâtiment actuel date de 1898 selon les plans de l'architecte Johann Jakob Arenberg.
À l'indépendance de la Finlande, l'école continuera son activité à Santahamina sous le nom de Santahaminan kadettikoulu et les locaux de Hamina accueilleront, à partir du 1er avril 1920, une école des officiers de réserve de Finlande (acronyme RUK)

## Anciens élèves
- Waldemar Becker (en) (1840-1907)
- Carl Enckell (1876-1959)
- Carl Gustaf Emil Mannerheim (1867-1951) qui en est expulsé en 1886
- Wilhelm Thesleff (en) (1880-1941)
- Rudolf Walden (1878-1946)

## Liste partielle des directeurs
| Identité                               | Période     | Période          | Durée                      |
| Identité                               | Début       | Fin              | Durée                      |
| -------------------------------------- | ----------- | ---------------- | -------------------------- |
| Peter Georg Thesleff (d) (1775 - 1844) | 21 mai 1819 | 18 décembre 1834 | 15 ans, 6 mois et 27 jours |
| Carl Enckell (d) (1839 - 1921)         |             |                  |                            |